# Bol d'Or (ciclismo)

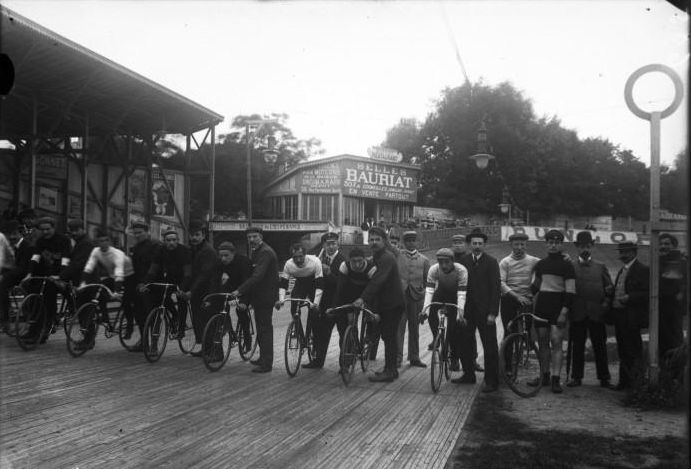
Bol de Oro, 1905

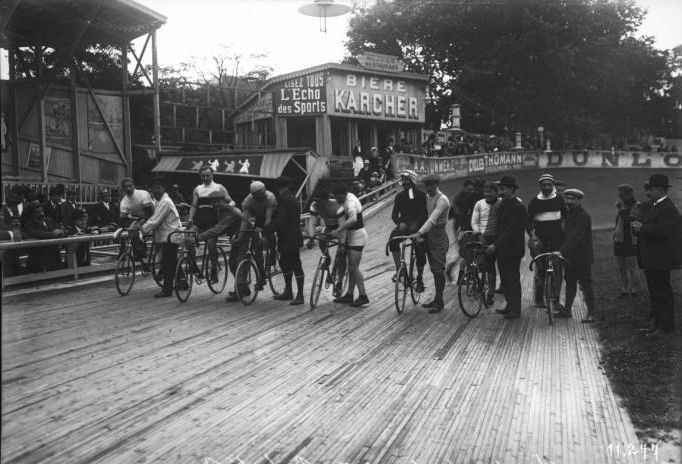
Bol de Oro, 1910

El Bol de oro era una competición ciclista de resistencia francesa que se disputaba en pista a lo largo de 24 horas. Su nombre era debido de al hecho que el premio que se otorgaba al vencedor era un bol de bronce dorado, creado por Paul Decam (1853-1926), escultor y fundador del diario Paris-Pédale, y ofrecido por Chocolats Meunier. La primera edición se disputó el 1894 y hasta el 1913 se disputó de manera ininterrumpida, a excepción de 1901. Después de la Primera Guerra Mundial se volvió a disputar la carrera, pero ya de manera más discontinua, el 1919, 1924, 1925, 1927, 1928 y 1950.
Honoré Barthélémy, el 1925, tiene el récord de más kilómetros recorridos en 24 horas, con 1.035,114. Léon Georget, con nueve victorias es el ciclista que más veces la ganó.

## Palmarés
| Año  | Vencedor            | Distancia    | Formato de la cursa     | Velódromo                        |
| ---- | ------------------- | ------------ | ----------------------- | -------------------------------- |
| 1894 | Constando Huret     | 736,946 km   | detrás tándem           | Velódromo Buffalo                |
| 1895 | Constando Huret     | 829,498 km   | detrás tándem           | Velódromo Buffalo                |
| 1896 | Gaston Rivierre     | 859,120 km   | detrás tándem           | Velódromo Buffalo                |
| 1897 | Lucien Stein        | 764,826 km   | detrás tándem           | Velódromo Buffalo                |
| 1898 | Constando Huret     | 852,468 km   | detrás triplete         | Velódromo de Roubaix             |
| 1899 | Albert Walters      | 1.020,977 km | detrás tándem eléctrico | Velódromo del Parque des Princes |
| 1900 | Mathieu Cordang     | 956,775 km   | detrás triplete         | Velódromo de Vincennes           |
| 1902 | Constando Huret     | 779,488 km   | detrás tándem           | Velódromo Buffalo                |
| 1903 | Léon Georget        | 847,803 km   | detrás tándem           | Velódromo Buffalo                |
| 1904 | Lucien Petit-Breton | 852,000 km   | detrás tándem           | Velódromo Buffalo                |
| 1905 | Arthur Vanderstuyft | 943,666 km   | detrás tándem           | Velódromo de Hiver               |
| 1906 | René Pottier        | 925,290 km   | detrás tándem           | Velódromo Buffalo                |
| 1907 | Léon Georget        | 904,420 km   | detrás tándem           | Velódromo Buffalo                |
| 1908 | Léon Georget        | 973,666 km   | detrás tándem           | Velódromo de Hiver               |
| 1909 | Léon Georget        | 845,700 km   | detrás tándem           | Velódromo Buffalo                |
| 1910 | Léon Georget        | 923,300 km   | detrás tándem           | Velódromo Buffalo                |
| 1911 | Léon Georget        | 915,160 km   | detrás tándem           | Velódromo Buffalo                |
| 1912 | Léon Georget        | 951,750 km   | detrás tándem           | Velódromo de Hiver               |
| 1913 | Léon Georget        | 909,984 km   | detrás tándem           | Velódromo de Hiver               |
| 1919 | Léon Georget        | 924,680 km   | detrás tándem           | Velódromo de Hiver               |
| 1924 | Oscar Egg           | 936,325 km   | detrás tándem           | Velódromo Buffalo                |
| 1925 | Honoré Barthélémy   | 1.035,114 km | detrás tándem           | Velódromo de Burdeos             |
| 1927 | Honoré Barthélémy   | 924,500 km   | detrás tándem           | Velódromo Buffalo                |
| 1928 | Hubert Opperman     | 950,060 km   | detrás tándem           | Velódromo Buffalo                |
| 1950 | Fiorenzo Magni      | 867,609 km   | detrás derny            | Velódromo de Hiver               |